# Nyssodrysina exilis
Nyssodrysina exilis är en skalbaggsart som först beskrevs av Bates 1885. Nyssodrysina exilis ingår i släktet Nyssodrysina och familjen långhorningar.
Artens utbredningsområde är:
- Honduras.
- Panama.

Inga underarter finns listade i Catalogue of Life.